# Regular Show
Regular Show est une série d'animation américaine de 244 épisodes de 11 minutes, créée par J. G. Quintel, produite aux Cartoon Network Studios et initialement diffusée entre le 6 septembre 2010 et le 16 janvier 2017 sur la chaîne de télévision Cartoon Network aux États-Unis. La série se focalise sur deux compères, un geai bleu nommé Mordecai et un raton-laveur nommé Rigby, tous deux employés municipaux dans un parc local. Leurs tentatives pour s'amuser plutôt que de travailler les mènent à des mésaventures souvent surréalistes, pendant lesquelles ils interagissent avec d'autres personnages récurrents tels que Benson, Pops, Monsieur Muscle, Fantôme Frappeur, Skips et Margaret.
Bon nombre des personnages de Regular Show s'inspirent de ceux développés par Quintel dans ses courts-métrages d'animation alors qu'il était étudiant au California Institute of the Arts : intitulés The Naive Man from Lolliland et 2 in the AM PM. Quintel choisit initialement Regular Show pour le projet The Cartoonstitute (en) de Cartoon Network, dans lequel de nouveaux artistes indépendants pouvaient créer un épisode pilote sans aucune contrainte, et qui pourraient déboucher sur une continuité de plusieurs saisons. Le projet est accepté pour une continuité et la première diffusion de la série s'est effectuée le 6 septembre 2010. La série s'inspire des jeux vidéo et séries télévisées britanniques. Chaque épisode est produit à la main et prend en moyenne neuf mois à être achevé. Les musiques de la série ont été composées par Mark Mothersbaugh et la série fait également usage de musiques sous licences.
Regular Show est positivement accueilli par l'ensemble des critiques et rédactions. En octobre 2013, elle a été nommée sept fois et récompensée une fois d'un Emmy Award. Plusieurs médias et produits ont été inspirés de la série, créant ainsi une franchise, incluant comics, jeux vidéo, et DVD notamment.

## Scénario
Regular Show met en scène deux jeunes adultes âgés de 23 ans — Mordecai, un geai bleu, et Rigby, un raton-laveur — travaillant dans un parc et qui tentent souvent de se divertir par n'importe quel moyen. Tous deux travaillent sous les ordres de leur patron Benson, un distributeur de bonbon anthropomorphe, en compagnie de Skips, un yéti, et sous la surveillance de leur manager Pops, un vieil homme possédant une tête énorme. Ils travaillent également aux côtés d'un homme vert et obèse nommé Monsieur Muscle, et d'un fantôme nommé Fantôme Frappeur. La série se focalise principalement sur les tentatives de Mordecai et de Rigby de s'amuser plutôt que de travailler, cependant, ils doivent souvent payer les conséquences de leurs actes. Par conséquent, Mordecai et Rigby foncent à travers des mésaventures aussi bizarres que surréalistes.

## Production

### Développement
Regular Show représente les expériences passées vécues au lycée par le créateur de la série J.G. Quintel. Quintel étudie au California Institute of the Arts, et de nombreux personnages de Regular Show sont plus ou moins basés sur les tout premiers scénarios qu'il a rédigés intitulés The Naïve Man from Lolliland (2005) et 2 in the AM PM (2006). Il étudie au lycée avec Thurop Van Orman (en) et Pendleton Ward, deux jeunes adultes qui travailleront plus tard en sa compagnie aux Cartoon Network Studios, créant ainsi Les merveilleuses mésaventures de Flapjack et Adventure Time, respectivement. Quintel travaille de son côté sur l'émission Camp Lazlo et également sur Flapjack ; plus tard, Cartoon Network lui propose de travailler dans un nouveau projet nommé The Cartoonstitute (en). The Cartoonstitute est originellement un programme diffusant des courts-métrages. Quintel travaille de nouveau sur ses personnages et en crée de nouveaux dans le but d'en faire un scénario. Quintel se focalisait principalement sur l'aspect visuel, plus que verbal. Il rédige alors le scénario, ce qui plait aux réalisateurs Craig McCracken et Rob Renzetti (en). Finalement, Regular Show devient l'une des deux séries green light du projet. Le personnage de Mordecai incarne Quintel durant sa période lycéenne. Le personnage de Rigby développe de temps à autre la personnalité de Quintel. Il décrit et développe le personnage de Rigby comme étant un personnage plus irresponsable que son ami.

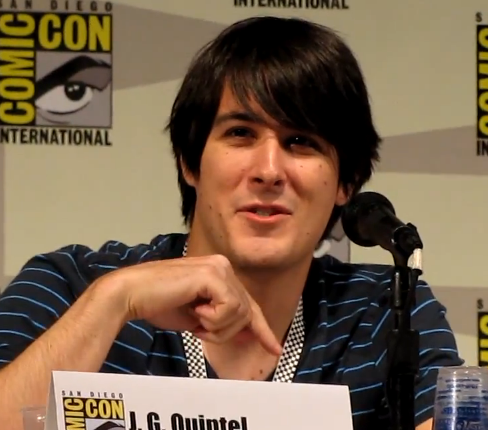
J.G. Quintel, créateur de la série et voix originale de Mordecai.

Regular Show s'inspire d'émissions américaines telles que Les Simpson et Beavis et Butt-Head (Beavis and Butt-head), ainsi Quintel crédite les éléments stylistiques des émissions de Joe Murray intitulées Rocko's Modern Life et Camp Lazlo. Les jeux vidéo auxquels Rigby jouait tels que Street Fighter, Shadowrun et ToeJam and Earl ont également inspiré la série.
La série a été censurée dans sa version française, en partie à cause de son humour assez adulte[réf. nécessaire] ; elle comporte pas mal de violence gratuite et de langage assez vulgaire, certaines scènes ont été supprimées et les dialogues ont été édulcorés pour être adaptés au jeune public de la chaîne[réf. nécessaire].

### Animation
Chaque épisode de Regular Show prend neuf mois pour être achevé. Quintel et son équipe composée de 35 employés développent les épisodes chez Cartoon Network Studios à Burbank (Californie),. Le script est illustré par des images dessinés main (storyboards). Les storyboards sont ensuite animés et mélangés aux dialogues correspondants pour créer l'animatique, qui est par la suite envoyé à la chaîne pour son approbation. Les animateurs rassemblent le tout (décors, design des personnages) et les envoient chez Saerom Animation en Corée du Sud, studio dans lequel l'animation plus complexe est effectuée. Une fois achevé, l'épisode est renvoyé en Californie. La musique et les effets sonores sont créés puis mélangés à l'animation.

### Épisodes
La majeure partie des épisodes de Regular Show durent 11 minutes ; les épisodes sont habituellement diffusés par paire pour une durée totale d'une demi-heure. La série possède huit saisons de 261 épisodes. La première saison débute aux États-Unis le 6 septembre 2010, avec l'épisode intitulé Le pouvoir, et s'achève le 22 novembre 2010 avec l'épisode Mordecai et les Rigby. La seconde saison a débuté le 29 novembre 2010, avec l'épisode La boîte à films et s'est achevé le 1er août 2011, avec l'épisode Karaoké. La troisième saison a débuté le 19 septembre 2011 et s'est achevé le 3 septembre 2012. La quatrième saison a débuté le 1er octobre 2012, et s'est achevé le 12 août 2013. La cinquième saison a débuté le 2 septembre 2013, et s'est achevé le 14 août 2014. La sixième saison a débuté le 9 octobre 2014, et s'est achevé le 25 juin 2015. La septième saison a débuté le 26 juin 2015, et s'est achevé le 30 juin 2016. La huitième et dernière saison a débuté le 26 septembre 2016, et s'est achevé le 16 janvier 2017. Regular Show ne possède aucune réelle musique d'ouverture proposée durant le générique. Le principal compositeur de la série se nomme Mark Mothersbaugh, l'un des membres fondateurs du groupe Devo. Initialement, alors que Quintel développait l'épisode pilote, il demanda à Mothersbaugh de composer la musique de la série. La série proposera occasionnellement des musiques sous licence principalement des années 1980.
En France, la série est diffusée depuis le 9 octobre 2011 sur Cartoon Network dans une émission intitulée Cartoon Network VIP!"
. Au Québec, elle est diffusée depuis le 6 septembre 2012 sur Télétoon.

## Distribution
| Personnages notables | Voix originales   | Voix françaises      |
| -------------------- | ----------------- | -------------------- |
| Mordecai             | J.G. Quintel      | Emmanuel Dekoninck   |
| Rigby                | William Salyers   | Maxime Donnay        |
| Benson               | Sam Marin         | Tony Beck            |
| Monsieur Muscles     | Sam Marin         | Nicolas Matthys      |
| Pops                 | Sam Marin         | Benoît Van Dorslaer  |
| Skips                | Mark Hamill       | Benoît Van Dorslaer  |
| Thomas               | Roger Craig Smith | Thierry Janssen      |
| Margaret             | Janie Haddad      | Joséphine de Renesse |
| Aline                | Minty Lewis       | Delphine Chauvier    |

Voix additionnelles : Sébastien Hébrant (Putois-Garou, Ace Balthazar, RGB2, Chad) ; Catherine Conet ; Mathieu Moreau ; Martin Spinhayer ; Nicolas Dubois ; Aurélien Ringelheim ; Bruno Borsu ; Jean-Marc Delhausse ; Alessandro Bevilacqua.
- Version française
  - Studio de doublage : Chinkel puis SDI-Media [19]
  - Direction artistique : Marie-Line Landerwijn
  - Adaptation : Eugénie Delporte et Anne Marguinaud

## Anecdotes
À la fin l'épisode : "Une voiture pour Margaret", on peut entendre la chanson We Are the Champions du groupe de rock britannique Queen.
À la fin de l’épisode : « Dés en peluche », on peut entendre la chanson Don't You du groupe Simple Minds
La série se clôture sur la chanson de David Bowie, "Heroes".

## Accueil

### Critiques et rédactions
Regular Show devient un succès dès les diffusions des deux premières saisons les lundis soirs. L'épisode pilote atteint les 2,097 millions de téléspectateurs dès sa première diffusion. Le pourcentage de visionnages des épisodes suivant a doublé.
Regular Show est positivement accueilli par les critiques en général. Un rédacteur du site IGN, R.L. Shaffer, juge l'émission loufoque, absurde, surréaliste et hilarante. Il met en avant le scénario qui implique des « dialogues brusques et brefs, des personnages bizarres et des histoires surréaliste – chacune étant plus hors-sujet que la précédente – Regular Show fait chatouiller les côtes les plus délicates. » Il conclut en affirmant que la série est « comédie admirable et rafraichissante ». Neil Lumbrad de DVD Talk décrit la série impliquant « un humour décalé et aléatoire qui donne de l'hilarité au titre » et la compare aux courts-métrages des Looney Tunes et autres cartoons « classiques » que Cartoon Network a produit (dans ce cas de titres comme Les Supers Nanas, Le Laboratoire de Dexter et Johnny Bravo). Lumbrad achève sa critique en conseillant ce « cartoon absolument extraordinaire avec beaucoup d'humour. »

### Récompenses et nominations
| Année | Récompense                  | Catégorie                                          | Nommé(s)                                    | Résultats  | Réf.   |
| ----- | --------------------------- | -------------------------------------------------- | ------------------------------------------- | ---------- | ------ |
| 2011  | Annie Awards                | Meilleure production animée télévisée pour enfants | Regular Show                                | Nomination | [ 24 ] |
| 2011  | Emmy Awards                 | Court-métrage d'animation                          | Mordecai et les Rigby                       | Nomination |        |
| 2011  | BAFTA Children's Award (UK) | Kids Vote Powered By Yahoo! – Top 10 – Television  | Regular Show                                | Nomination | [ 25 ] |
| 2011  | BAFTA Children's Award (UK) | International                                      | Janet Dimon, J. G. Quintel, et Mike Roth    | Nomination | [ 26 ] |
| 2012  | Annie Awards                | Storyboard d'une production télévisée              | Benton Connor                               | Nomination |        |
| 2012  | Emmy Awards                 | Court-métrage d'animation                          | Pour l'épisode Le défi de l'ultime omelette | Lauréat    |        |
| 2013  | Emmy Awards                 | Court-métrage d'animation                          | Épisode A Bunch of Full Grown Geese         | Nomination |        |
| 2013  | Emmy Awards                 | Court-métrage d'animation                          | Épisode The Christmas Special               | Nomination |        |